# Apanteles regalis
Apanteles regalis är en stekelart som beskrevs av De Saeger 1941. Apanteles regalis ingår i släktet Apanteles och familjen bracksteklar. Inga underarter finns listade i Catalogue of Life.